# アビイ・ロード
『アビイ・ロード』（Abbey Road）は、イギリスにおいて1969年9月26日に発売されたビートルズ12作目のイギリス盤公式オリジナル・アルバム。
ローリング・ストーン誌は「本作のB面のみで、『サージェント・ペパーズ・ロンリー・ハーツ・クラブ・バンド』に匹敵する」と評している。イギリスの「ミュージック・ウィーク」誌では17週連続、アメリカの「ビルボード」誌では11週連続1位を獲得し、1970年度年間第4位を記録している。「キャッシュボックス」誌でも14週連続第1位獲得し、1970年度年間ランキング第5位を記録している。さらに、全世界で3100万枚以上の販売を記録している。EMIレコーディング・スタジオは、このアルバムの大ヒットをきっかけにビートルズに敬意を表して「アビー・ロード・スタジオ」と改称された。『これが最高!（Critic's Choice Top 200 Albums）』（1979年 クイックフォックス社）の英米編では9位、日本編では2位にランクされ、『ローリングストーン誌が選ぶオールタイム・ベストアルバム500』(2020年)では5位にランクされている。1995年には、グラミーの殿堂入りを果たした。
なお、イギリスでは前作の『イエロー・サブマリン』まで、ステレオ盤とモノラル盤が併売されていたが、このアルバムからステレオ盤のみの販売となった。そのため本作のモノラル盤は販売されていない。

## 背景
事実上頓挫した「ゲット・バック・セッション」の後にビートルズ解散が危惧される状況のなか制作された事実上最後のアルバムである。録音は1969年2月22日の「アイ・ウォント・ユー」に始まり、7月1日の正式な制作開始を経て、8月25日に完了した。ちなみに本盤の制作を正式に始めた3日後（7月4日）にジョン・レノンはプラスティック・オノ・バンド名義で初のソロ・シングル『平和を我等に』を発売している。こうした状況の中にあったビートルズのアルバムをプロデュースしたジョージ・マーティンは当時の経緯を「『レット・イット・ビー』の悲惨な経験のあと、彼らがまた集結するとは思いもよらなかった。ポールが電話をくれた時はひどく驚いたよ。『もう1枚レコードを作りたいんだ。僕たちをプロデュースしてくれない? 本当の意味でプロデュースしてほしい』と言われて『いいとも、もし本当の意味でプロデュースさせてもらえるならね。また私にあれこれ指図して困らせようというんなら断る』と答えたんだ。結果的にはとてもよかった。もっとも連中は自分のことにかまけがちで、それぞれ違うスタジオにいたりしたから、私はあっちこっち飛びまわらなきゃならなかったがね」と語っている。
「ゲット・バック・セッション」から一変し、ビートルズは本作で覇気に満ちた成果を出した。本作は、ブルース、ポップ、プログレッシブ・ロックなど様々なジャンルを取り入れたアルバムで、モーグ・シンセサイザーとレスリースピーカーが特徴的に使用されている。一般的にB面の大部分を占めるメドレーは高い評価を集めている。このメドレーについてレノンは「A面は良いけどB面はちょっとね。あれはジャンク（ガラクタ）を集めただけだと思うよ」と述べているが、ポール・マッカートニーとリンゴ・スターは「B面のメドレーは僕らの最高傑作のひとつ」と発言している。マッカートニーは解散後のソロ・コンサートにおいてもメドレー「ゴールデン・スランバー〜キャリー・ザット・ウェイト〜ジ・エンド」をコンサート終盤にしばしば演奏している。
1969年9月の『アビイ・ロード』発売後に1970年5月にビートルズ最後のオリジナル・アルバムとして発売された『レット・イット・ビー』の多くの部分が、本作録音前の1969年1月22日から31日にかけての「ゲット・バック・セッション」において録音されていることが知られていた。そのため、かつては『アビイ・ロード』がビートルズの事実上ラスト・アルバムと言われていた。しかし、1990年にビートルズのレコーディング・セッションの詳細が公にされたことで『レット・イット・ビー』に収録されている一部の曲については本作録音後1970年1月3日から8日までレノン不在のまま追加録音が行なわれるとともに、1970年3月23日から4月2日にかけてフィル・スペクターが再プロデュースしていることから、現在では『レット・イット・ビー』がラスト・アルバムとされている。

## ジャケット写真

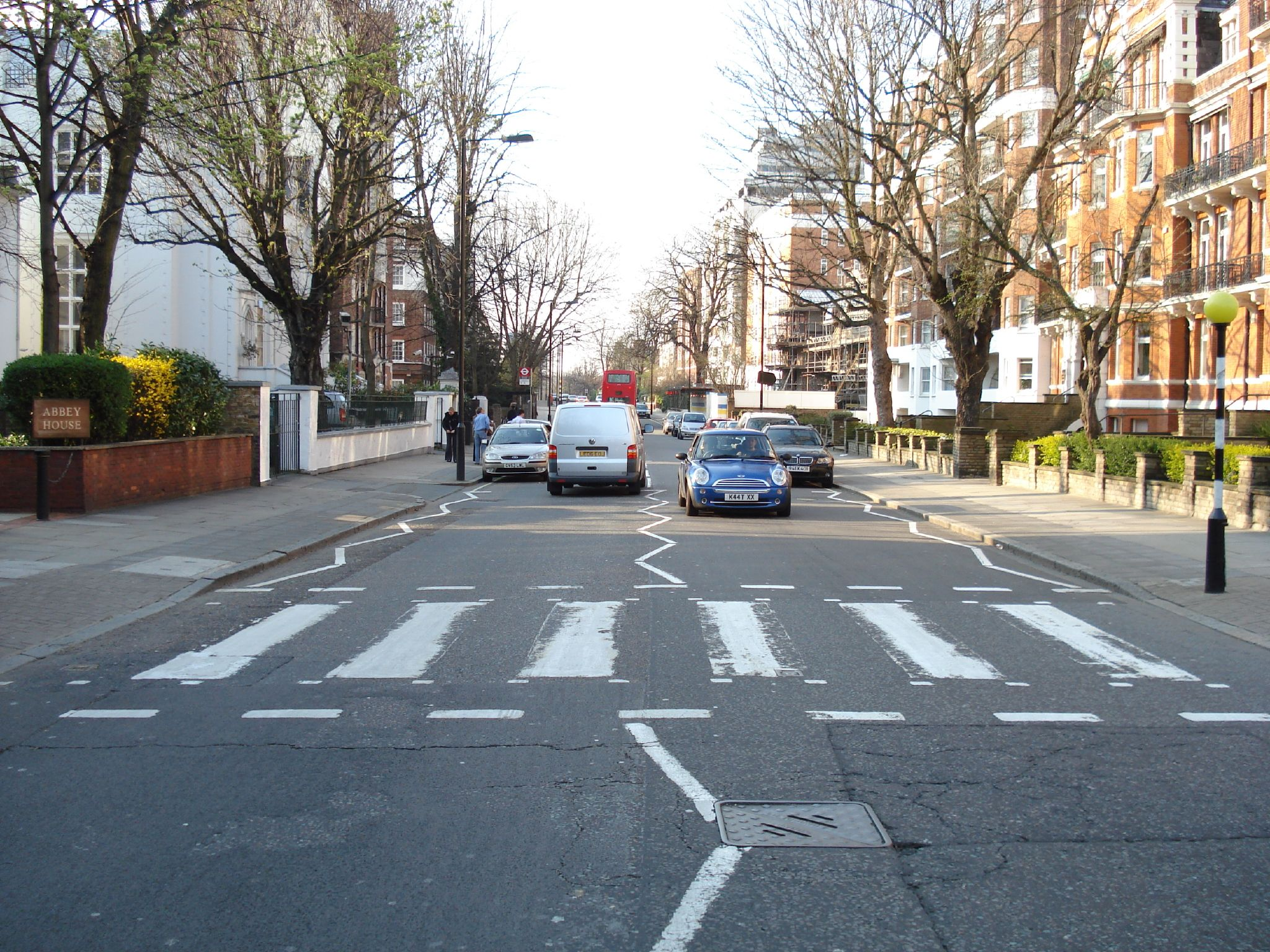
ジャケット写真撮影が行なわれたアビイ・ロード横断歩道

ロンドン・EMIレコーディング・スタジオ前の横断歩道で撮影されたジャケット写真は、レコードジャケット史上最も有名なものの一つである。エンジニアのジェフ・エメリックは「アルバム・タイトルを僕が吸っているたばこの銘柄に因み "Everest" にしてジャケット写真をエヴェレスト山の麓で撮影しようと思っていた」と述べている。
一方で、ヒマラヤ山脈ではなく、スタジオの目前にある横断歩道の写真を用いたアルバムに通りの名前を与えるというマッカートニーの提案が採用された。1969年8月8日午前11時35分頃にイアン・マクミランにより横断歩道を左右に渡る4人の写真が10分間で6枚(3往復分)撮影された。採用された写真(5枚目に撮影された写真)+別テイク2枚の計3枚（後に残りの3枚も公開された）は後に公開されたほか、ジャケットに関する簡単なアイデア・スケッチとメモも現存している。
実際にジャケットに使われた写真（5枚目に撮影されたもの）では、右から左にレノン、スター、マッカートニー、ハリスンの順番で並んでいる(他の5枚も全て同じ順番)。この写真のみメンバーの歩調や写真全体の均衡が取れている。また、ハリスン以外の3人はトミー・ナッターによって仕立てられたスーツを着用している。ジャケット向かって右一番手前の黒いワゴン車は回転ライトが屋上に付いているロンドン警視庁パトカーである。パトカーは他2枚には写っておらず、ジャケット写真だけに写っているので、撮影終了直前に通り掛かった警察官が交通規制をして撮影に協力したと考えられている。
ジャケット写真の背景の歩道に立っているアメリカ人観光客のポール・エドムント・コール（Paul Edmund Cole, 1911年 - 2008年2月13日）は、撮影の数か月後に本アルバムが発売されるまで自分が撮影されていたことに気付いていなかった。また、同じく背景に写っているフォルクスワーゲン・タイプ1は、1986年に行われたサザビーズのオークションにおいて2,530ポンドで落札された。また、この写真においてマッカートニーがたばこを持っているが、2003年頃にはアメリカの多くのポスター会社が、アップル及びマッカートニーの許可なくこのたばこを修正し削除していた。
裏ジャケットの写真には、スタジオ近くの"ABBEY ROAD"と表示のある塀とその際に偶然通りかかった青い服を着た女性が写っている。メンバーが構図を気に入ったためこの写真が採用され、後に「BEATLES」の文字が合成された。
イギリスの初回プレス盤は、表裏ともジャケット写真がそれ以降のものより若干大きく印刷されており、その影響で裏ジャケットのアップル・レコードのロゴマークの青リンゴがクレジットの文字とずれて印刷されている。収集家の間ではこのジャケットは通称『レフト・アップル』と呼ばれている（オーストラリア盤でもイギリスほどではないが青リンゴとクレジット文字がずれている）。日本盤では、ジャケットの裏に記された「サムシング」と「マックスウェルズ・シルヴァー・ハンマー」の曲順が最初の発売時から逆になっていた（修正されたのは、1992年のアナログ盤再発売時）。
このフォトセッションの直前に撮影された写真が日本のシングル盤『オー!ダーリン/ヒア・カムズ・ザ・サン』のジャケットに用いられている。
録音に使われたEMIレコーディング・スタジオは、本作の成功を機にそれまで愛称としていたアビイ・ロード・スタジオを正式名称にした。

### 観光地化

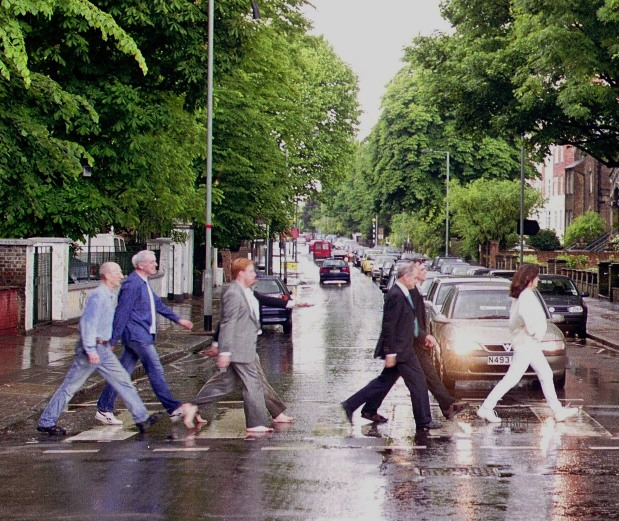
カッシーニスタッフによるアビーロードのジャケットのパロディ写真（2001年6月）

アビー・ロード・スタジオ前のこの横断歩道は人気の観光地となっている。道路は現在も通常に使用されているが、ジャケット写真を真似る人が多いため以前から接触事故・死亡事故が起こっている。
ロンドン地下鉄の最寄り駅はジュビリー線セント・ジョンズ・ウッド駅（英: St John's Wood station）。なおドックランズ・ライト・レイルウェイにアビー・ロード駅という駅があるが横断歩道から16kmほど離れた場所にある。
この横断歩道は世界中から多くのビートルズ・ファンなどが訪れる場所となり、その文化的背景から横断歩道は英国政府により2010年12月に英国の文化的・歴史的遺産に指定されている。建物以外が指定されるのは初である。

### 「ポール死亡説」の根拠
ジャケット写真において、メンバー4人のうちマッカートニーが1人だけ目をつぶっているように見える。更に彼のみ靴を履いておらず、左利きなのにたばこを右手に持っている。路上に駐められたフォルクスワーゲン・タイプ1のナンバープレートが「28IF」であるのが「もし(IF)ポールが生きていれば数え28歳」。白いスーツを着て長髪にひげを蓄えているレノンは「牧師」、黒いスーツを着ているスターは「葬儀屋」、スーツ姿で目を閉じている裸足のマッカートニーは「死人」、デニムシャツにジーンズ姿のハリスンは「墓堀人」などと解釈され、いわゆる「ポール死亡説」の根拠の一部になった。

### パロディ
ジョージ・ベンソンの『アビイ・ロード』、レッド・ホット・チリ・ペッパーズの『アビイ・ロード E.P.』、サザンオールスターズの『キラーストリート』、ずうとるびの『明日の花嫁さん ビバ・ジャパン'77』など、世界中で最もジャケットがパロディー化される、いわゆるパロジャケが多いジャケット写真としても知られる。マッカートニーは自身のアルバム『ポール・イズ・ライブ』において、自らパロディーを披露している。かぐや姫の曲「アビーロードの街」では横断歩道をこのジャケット写真になぞらえている。

## 50周年記念アニバーサリー・エディション
アルバムリリースから50周年を記念して2019年9月27日に50周年記念スペシャル・エディションが発売された。ビートルズのオリジナル・アルバムが特別仕様で発売されるのは、2017年の『サージェント・ペパーズ・ロンリー・ハーツ・クラブ・バンド』、2018年の『ザ・ビートルズ (ホワイト・アルバム)』に次いで3作目となる。
1LP、1LP(ピクチャーディスク)、1CD、2CDエディション、3LPデラックス・エディション、4枚組スーパー・デラックス・エディション（3CD+Blu-ray Disc）の6形態でのリリース。
2017年に発売された『サージェント・ペパーズ・ロンリー・ハーツ・クラブ・バンド 50周年記念アニバーサリー・エディション』や2018年に発売された『ザ・ビートルズ (ホワイト・アルバム) 50周年記念アニバーサリー・エディション』と同様、ジャイルズ・マーティンとサム・オケルによってリミックスが行われているが、本作では、ステレオのみならず、ハイレゾ・ステレオ、5.1サラウンド、そしてドルビーアトモスでミキシングし直されており、これまで未公開となっていたセッション・レコーディングの音源23曲が収録されている。
3LPデラックス・エディションとスーパー・デラックス・エディションにはニュー・ステレオ・ミックスとセッション音源を合わせた40曲、2CDデラックス・エディションにはニュー・ステレオ・ミックスとニュー・ステレオ・ミックスに加えて、セッション音源やデモ音源から厳選された17曲が収録される。
リリース発表された2019年8月8日は、本作のジャケットがアビー・ロード・スタジオ前にある横断歩道で撮影された日から丸50年にあたる日である。
10月4日付の全英アルバムチャートで1位を獲得。本作品が同チャート1位を記録したのは、オリジナル版の1970年1月30日付チャート以来、49年252日ぶりとなった。これは同チャートにおいて「同一アーティストかつ同名アルバムの首位返り咲き」の最長記録であり、それまでの最長記録であった、同じくビートルズの『サージェント・ペパーズ・ロンリー・ハーツ・クラブ・バンド』の49年125日を塗り替えるものとなった。

## 収録曲
- 邦題の表記は、日本公式サイトに準拠[28]。
- 特記を除き、作詞作曲はレノン＝マッカートニーによるもの。

| #         | タイトル                                                            | 作詞・作曲             | リード・ボーカル       | 時間  |
| --------- | ------------------------------------------------------------------- | ---------------------- | ---------------------- | ----- |
| 1.        | 「カム・トゥゲザー」(Come Together)                                 |                        | ジョン・レノン         | 4:20  |
| 2.        | 「サムシング」(Something)                                           | ジョージ・ハリスン     | ジョージ・ハリスン     | 3:02  |
| 3.        | 「マックスウェルズ・シルヴァー・ハンマー」(Maxwell's Silver Hammer) |                        | ポール・マッカートニー | 3:28  |
| 4.        | 「オー!ダーリン」(Oh! Darling)                                      |                        | ポール・マッカートニー | 3:27  |
| 5.        | 「オクトパス・ガーデン」(Octopus's Garden)                          | リチャード・スターキー | リンゴ・スター         | 2:51  |
| 6.        | 「アイ・ウォント・ユー」(I Want You (She's So Heavy))               |                        | ジョン・レノン         | 7:47  |
| 合計時間: | 合計時間:                                                           | 合計時間:              | 合計時間:              | 24:55 |

| #         | タイトル                                                                                            | 作詞・作曲         | リード・ボーカル                                                 | 時間  |
| --------- | --------------------------------------------------------------------------------------------------- | ------------------ | ---------------------------------------------------------------- | ----- |
| 1.        | 「ヒア・カムズ・ザ・サン」(Here Comes The Sun)                                                      | ジョージ・ハリスン | ジョージ・ハリスン                                               | 3:06  |
| 2.        | 「ビコーズ」(Because)                                                                               |                    | ジョン・レノン ポール・マッカートニー ジョージ・ハリスン         | 2:46  |
| 3.        | 「ユー・ネヴァー・ギヴ・ミー・ユア・マネー」(You Never Give Me Your Money)                          |                    | ポール・マッカートニー                                           | 4:03  |
| 4.        | 「サン・キング」(Sun King)                                                                          |                    | ジョン・レノン ポール・マッカートニー ジョージ・ハリスン         | 2:26  |
| 5.        | 「ミーン・ミスター・マスタード」(Mean Mr. Mustard)                                                  |                    | ジョン・レノン                                                   | 1:06  |
| 6.        | 「ポリシーン・パン」(Polythene Pam)                                                                 |                    | ジョン・レノン                                                   | 1:13  |
| 7.        | 「シー・ケイム・イン・スルー・ザ・バスルーム・ウィンドー」(She Came In Through The Bathroom Window) |                    | ポール・マッカートニー                                           | 1:59  |
| 8.        | 「ゴールデン・スランバー」(Golden Slumbers)                                                         |                    | ポール・マッカートニー                                           | 1:31  |
| 9.        | 「キャリー・ザット・ウェイト」(Carry That Weight)                                                   |                    | リンゴ・スター(主部） ポール・マッカートニー（主部および中間部） | 1:36  |
| 10.       | 「ジ・エンド」(The End)                                                                             |                    | ポール・マッカートニー                                           | 2:22  |
| 11.       | 「ハー・マジェスティ」(Her Majesty)                                                                 |                    | ポール・マッカートニー                                           | 0:25  |
| 合計時間: | 合計時間:                                                                                           | 合計時間:          | 合計時間:                                                        | 22:33 |

### 50周年記念エディション追加収録曲
| #         | タイトル | 作詞・作曲             | 時間  |
| --------- | --- | ---------------------- | ----- |
| 1.        | 「カム・トゥゲザー (テイク5)」(Come Together (Take 5)) |                        | 3:30  |
| 2.        | 「サムシング (スタジオ・デモ)」(Something (Studio Demo)) | ジョージ・ハリスン     | 3:37  |
| 3.        | 「マックスウェルズ・シルヴァー・ハンマー (テイク12)」(Maxwell's Silver Hammer (Take 12))                                                                            |                        | 4:44  |
| 4.        | 「オー!ダーリン (テイク4)」(Oh! Darling (Take 4)) |                        | 3:30  |
| 5.        | 「オクトパス・ガーデン (テイク9)」(Octopus's Garden (Take 9)) | リチャード・スターキー | 1:43  |
| 6.        | 「アイ・ウォント・ユー (トライデント・レコーディング・セッション&リダクション・ミックス)」(I Want You (She's So Heavy) (Trident Recording Session & Reduction Mix)) |                        | 6:59  |
| 7.        | 「ヒア・カムズ・ザ・サン (テイク9)」(Here Comes the Sun (Take 9))                                                                                                   | ジョージ・ハリスン     | 3:40  |
| 8.        | 「ビコーズ (テイク1 - インストゥルメンタル)」(Because (Take 1 Instrumental))                                                                                        |                        | 3:07  |
| 9.        | 「ユー・ネヴァー・ギヴ・ミー・ユア・マネー (テイク36)」(You Never Give Me Your Money (Take 36))                                                                     |                        | 5:17  |
| 10.       | 「サン・キング (テイク20)」(Sun King (Take 20)) |                        | 3:14  |
| 11.       | 「ミーン・ミスター・マスタード (テイク20)」(Mean Mr. Mustard (Take 20))                                                                                             |                        | 1:34  |
| 12.       | 「ポリシーン・パン (テイク27)」(Polythene Pam (Take 27)) |                        | 1:39  |
| 13.       | 「シー・ケイム・イン・スルー・ザ・バスルーム・ウィンドウ (テイク27)」(She Came In Through The Bathroom Window (Take 27))                                            |                        | 1:39  |
| 14.       | 「ゴールデン・スランバー/キャリー・ザット・ウェイト (テイク1-3 / メドレー)」(Golden Slumbers/Carry That Weight (Takes 1-3 / Medley))                                |                        | 3:20  |
| 15.       | 「ジ・エンド (テイク3)」(The End (Take 3)) |                        | 2:11  |
| 16.       | 「ハー・マジェスティ (テイク1-3)」(Her Majesty (Takes 1-3)) |                        | 1:33  |
| 合計時間: | 合計時間: | 合計時間:              | 51:17 |

| #         | タイトル | 作詞・作曲             | 時間  |
| --------- | --- | ---------------------- | ----- |
| 1.        | 「アイ・ウォント・ユー (トライデント・レコーディング・セッション&リダクション・ミックス)」(I Want You (She's So Heavy) (Trident Recording Session & Reduction Mix)) |                        | 7:00  |
| 2.        | 「グッドバイ」(Goodbye (Home Demo)) |                        | 2:24  |
| 3.        | 「サムシング (スタジオ・デモ)」(Something (Studio Demo)) | ジョージ・ハリスン     | 3:37  |
| 4.        | 「ジョンとヨーコのバラード (テイク7)」(The Ballad Of John And Yoko (Take 7))                                                                                        |                        | 3:38  |
| 5.        | 「オールド・ブラウン・シュー (テイク2)」(Old Brown Shoe (Take 2))                                                                                                   | ジョージ・ハリスン     | 3:16  |
| 6.        | 「オー!ダーリン (テイク4)」(Oh! Darling (Take 4)) |                        | 3:31  |
| 7.        | 「オクトパス・ガーデン (テイク9)」(Octopus's Garden (Take 9)) | リチャード・スターキー | 1:43  |
| 8.        | 「ユー・ネヴァー・ギヴ・ミー・ユア・マネー (テイク36)」(You Never Give Me Your Money (Take 36))                                                                     |                        | 5:18  |
| 9.        | 「ハー・マジェスティ (テイク1-3)」(Her Majesty (Takes 1-3)) |                        | 1:34  |
| 10.       | 「ゴールデン・スランバー/キャリー・ザット・ウェイト (テイク1-3 / メドレー)」(Golden Slumbers/Carry That Weight (Takes 1-3 / Medley))                                |                        | 3:21  |
| 11.       | 「ヒア・カムズ・ザ・サン (テイク9)」(Here Comes the Sun (Take 9))                                                                                                   | ジョージ・ハリスン     | 3:41  |
| 12.       | 「マックスウェルズ・シルヴァー・ハンマー (テイク12)」(Maxwell's Silver Hammer (Take 12))                                                                            |                        | 4:44  |
| 合計時間: | 合計時間: | 合計時間:              | 43:47 |

| #         | タイトル | 作詞・作曲             | 時間  |
| --------- | --- | ---------------------- | ----- |
| 1.        | 「カム・トゥゲザー (テイク5)」(Come Together (Take 5)) |                        | 3:30  |
| 2.        | 「ジ・エンド (テイク3)」(The End (Take 3)) |                        | 2:11  |
| 3.        | 「カム・アンド・ゲット・イット (スタジオ・デモ)」(Come and Get It (Studio Demo))                                                                                | ポール・マッカートニー | 2:43  |
| 4.        | 「サン・キング (テイク20)」(Sun King (Take 20)) |                        | 3:14  |
| 5.        | 「ミーン・ミスター・マスタード (テイク20)」(Mean Mr. Mustard (Take 20))                                                                                         |                        | 1:34  |
| 6.        | 「ポリシーン・パン (テイク27)」(Polythene Pam (Take 27)) |                        | 1:39  |
| 7.        | 「シー・ケイム・イン・スルー・ザ・バスルーム・ウィンドウ (テイク27)」(She Came In Through The Bathroom Window (Take 27))                                        |                        | 2:06  |
| 8.        | 「ビコーズ (テイク1 - インストゥルメンタル)」(Because (Take 1 Instrumental))                                                                                    |                        | 3:08  |
| 9.        | 「ザ・ロング・ワン (トライアル・エディット&ミックス - 1969年7月30日)」(The Long One (Trial Edit & Mix - 30 July 1969))                                          |                        | 16:10 |
| 10.       | 「サムシング (テイク39 / インストゥルメンタル / ストリングス・オンリー)」(Something (Take 39 - Instrumental - Strings Only))                                    |                        | 2:42  |
| 11.       | 「ゴールデン・スランバー/キャリー・ザット・ウェイト (テイク1-3 / メドレー)」(Golden Slumbers/Carry That Weight (Take 17 - Instrumental - Strings & Brass Only)) |                        | 3:17  |
| 合計時間: | 合計時間: | 合計時間:              | 42:14 |

| #         | タイトル                                                                                            | 作詞・作曲             | 時間  |
| --------- | --------------------------------------------------------------------------------------------------- | ---------------------- | ----- |
| 1.        | 「カム・トゥゲザー」(Come Together)                                                                 |                        | 4:19  |
| 2.        | 「サムシング」(Something)                                                                           | ジョージ・ハリスン     | 3:02  |
| 3.        | 「マックスウェルズ・シルヴァー・ハンマー」(Maxwell's Silver Hammer)                                 |                        | 3:27  |
| 4.        | 「オー!ダーリン」(Oh! Darling)                                                                      |                        | 3:27  |
| 5.        | 「オクトパス・ガーデン」(Octopus's Garden)                                                          | リチャード・スターキー | 2:51  |
| 6.        | 「アイ・ウォント・ユー」(I Want You (She's So Heavy))                                               |                        | 7:47  |
| 7.        | 「ヒア・カムズ・ザ・サン」(Here Comes the Sun)                                                      | ジョージ・ハリスン     | 3:05  |
| 8.        | 「ビコーズ」(Because)                                                                               |                        | 2:45  |
| 9.        | 「ユー・ネヴァー・ギヴ・ミー・ユア・マネー」(You Never Give Me Your Money)                          |                        | 4:03  |
| 10.       | 「サン・キング」(Sun King)                                                                          |                        | 2:26  |
| 11.       | 「ミーン・ミスター・マスタード」(Mean Mr. Mustard)                                                  |                        | 1:06  |
| 12.       | 「ポリシーン・パン」(Polythene Pam)                                                                 |                        | 1:13  |
| 13.       | 「シー・ケイム・イン・スルー・ザ・バスルーム・ウィンドウ」(She Came In Through The Bathroom Window) |                        | 1:58  |
| 14.       | 「ゴールデン・スランバー」(Golden Slumbers)                                                         |                        | 1:31  |
| 15.       | 「キャリー・ザット・ウェイト」(Carry That Weight)                                                   |                        | 1:36  |
| 16.       | 「ジ・エンド」(The End (Take 3))                                                                    |                        | 2:05  |
| 17.       | 「ハー・マジェスティ」(Her Majesty (Takes 1-3))                                                     |                        | 0:23  |
| 合計時間: | 合計時間:                                                                                           | 合計時間:              | 47:04 |

## クレジット
※出典
ビートルズ
- ジョン・レノン - リード・ボーカル、ハーモニー & バッキング・ボーカル、リズムギター、リードギター、アコースティック・ギター、アコースティック・ピアノ、エレクトリックピアノ、モーグ・シンセサイザー、効果音、パーカッション
- ポール・マッカートニー - リード・ボーカル、ハーモニー & バッキング・ボーカル、ベース、リズムギター、リードギター、アコースティック・ギター、アコースティック・ピアノ、エレクトリックピアノ、モーグ・シンセサイザー、効果音、風鈴、ハンドクラップ、パーカッション
- ジョージ・ハリスン - ハーモニー & バッキング・ボーカル、リードギター、リズムギター、アコースティック・ギター、ベース（「マックスウェルズ・シルヴァー・ハンマー」「ゴールデン・スランバー/キャリー・ザット・ウェイト」）、ハーモニウム、モーグ・シンセサイザー、ハンドクラップ、パーカッション、リード・ボーカル（「サムシング」「ヒア・カムズ・ザ・サン」）
- リンゴ・スター - ドラム、パーカッション、ハンマー & 鉄床（「マックスウェルズ・シルヴァー・ハンマー」）、バッキング・ボーカル、リード・ボーカル（「オクトパス・ガーデン」）

外部ミュージシャン
- ジョージ・マーティン - ハープシコード、オルガン、パーカッション
- ビリー・プレストン - ハモンドオルガン（「サムシング」「アイ・ウォント・ユー」）

スタッフ
- ジョージ・マーティン - オーケストレーション&指揮者（「サムシング」「ヒア・カムズ・ザ・サン」）
- ジョージ・マーティン、ポール・マッカートニー - オーケストレーション&指揮者（「ゴールデン・スランバー」「キャリー・ザット・ウェイト」「ジ・エンド」）
- ジョージ・マーティン、ビートルズ - プロデュース
- ジェフ・エメリック & フィル・マクドナルド - レコーディング・エンジニア
- アラン・パーソンズ - アシスタント・エンジニア
- ジェフ・エメリック、フィル・マクドナルド、ジョージ・マーティン、ビートルズ - ミキシング
- マイク・ヴィッカーズ - モーグ・プログラミング

## チャート成績

### 週間チャート
| チャート (1969年)                     | 最高位 |
| ------------------------------------- | ------ |
| オーストラリア (Kent Music Report)    | 1      |
| カナダ (RPM LP Chart)                 | 1      |
| イタリア (Musica e dischi)            | 1      |
| 日本 (オリコン)                       | 3      |
| オランダ (MegaCharts)                 | 1      |
| ノルウェー (VG-lista)                 | 1      |
| スウェーデン (Kvällstoppen Chart)     | 1      |
| スペイン (PROMUSICAE)                 | 1      |
| UK アルバムズ (OCC)                   | 1      |
| US Billboard 200                      | 1      |
| 西ドイツ (Media Control Albums Chart) | 1      |

| チャート (1987年)     | 最高位 |
| --------------------- | ------ |
| 日本 (オリコン)       | 3      |
| オランダ (MegaCharts) | 75     |
| UK アルバムズ (OCC)   | 30     |

| チャート (2009年)                      | 最高位 |
| -------------------------------------- | ------ |
| オーストラリア (ARIA)                  | 12     |
| オーストリア (Ö3 Austria)              | 36     |
| ベルギー (Ultratop Flanders)           | 20     |
| ベルギー (Ultratop Wallonia)           | 28     |
| デンマーク (Hitlisten)                 | 18     |
| フィンランド (Suomen virallinen lista) | 12     |
| ドイツ (Offizielle Top 100)            | 41     |
| イタリア (FIMI)                        | 7      |
| 日本 (オリコン)                        | 12     |
| メキシコ (Top 100 México)              | 8      |
| ニュージーランド (RMNZ)                | 8      |
| オランダ (MegaCharts)                  | 47     |
| ノルウェー (VG-lista)                  | 23     |
| ポルトガル (AFP)                       | 5      |
| スペイン (PROMUSICAE)                  | 13     |
| スウェーデン (Sverigetopplistan)       | 6      |
| スイス (Schweizer Hitparade)           | 28     |
| UK アルバムズ (OCC)                    | 6      |
| US Comprehensive Albums (Billboard)    | 3      |

| チャート (2014年) | 最高位 |
| ----------------- | ------ |
| フランス (SNEP)   | 161    |

| チャート (2019年)                      | 最高位 |
| -------------------------------------- | ------ |
| オーストラリア (ARIA)                  | 2      |
| オーストリア (Ö3 Austria)              | 2      |
| ベルギー (Ultratop Flanders)           | 1      |
| ベルギー (Ultratop Wallonia)           | 4      |
| Canadian Albums (Billboard)            | 3      |
| チェコ (ČNS IFPI)                      | 23     |
| デンマーク (Hitlisten)                 | 3      |
| フィンランド (Suomen virallinen lista) | 13     |
| ドイツ (Offizielle Top 100)            | 2      |
| ハンガリー (MAHASZ)                    | 34     |
| イタリア (FIMI)                        | 3      |
| Irish Albums (OCC)                     | 3      |
| 日本 (オリコン)                        | 6      |
| 日本 (Japan Hot Albums)                | 5      |
| 日本 (Top Albums Sales)                | 4      |
| メキシコ (AMPROFON)                    | 5      |
| ニュージーランド (RMNZ)                | 6      |
| オランダ (MegaCharts)                  | 1      |
| ノルウェー (VG-lista)                  | 2      |
| ポーランド (ZPAV)                      | 16     |
| ポルトガル (AFP)                       | 1      |
| スコットランド (OCC)                   | 1      |
| スペイン (PROMUSICAE)                  | 1      |
| スウェーデン (Sverigetopplistan)       | 4      |
| スイス (Schweizer Hitparade)           | 3      |
| UK アルバムズ (OCC)                    | 1      |
| US Billboard 200                       | 3      |
| US Top Rock Albums (Billboard)         | 1      |

### 年間チャート
| チャート (1969年)                  | 順位 |
| ---------------------------------- | ---- |
| オーストラリア (Kent Music Report) | 3    |
| イギリス (OCC)                     | 1    |

| チャート (1970年)                  | 順位 |
| ---------------------------------- | ---- |
| オーストラリア (Kent Music Report) | 7    |
| イギリス (OCC)                     | 7    |
| US Billboard Pop Albums            | 4    |

| チャート (2017年)              | 順位 |
| ------------------------------ | ---- |
| US Billboard 200               | 138  |
| US Top Rock Albums (Billboard) | 27   |

| チャート (2018年)              | 順位 |
| ------------------------------ | ---- |
| US Billboard 200               | 163  |
| US Top Rock Albums (Billboard) | 6    |

| チャート (2019年)                | 順位 |
| -------------------------------- | ---- |
| オーストラリア (ARIA)            | 40   |
| オーストリア (Ö3 Austria)        | 72   |
| ベルギー (Ultratop Flanders)     | 41   |
| ベルギー (Ultratop Wallonia)     | 90   |
| デンマーク (Hitlisten)           | 68   |
| メキシコ (AMPROFON)              | 85   |
| オランダ (Album Top 100)         | 47   |
| スウェーデン (Sverigetopplistan) | 94   |
| イギリス (OCC)                   | 38   |
| US Billboard 200                 | 57   |
| US Top Rock Albums (Billboard)   | 7    |

| チャート (2020年)              | 順位 |
| ------------------------------ | ---- |
| オーストラリア (ARIA)          | 95   |
| ベルギー (Ultratop Flanders)   | 145  |
| オランダ (Album Top 100)       | 90   |
| US Billboard 200               | 66   |
| US Top Rock Albums (Billboard) | 5    |

### 年代末チャート
| チャート (1970年代) | 順位 |
| ------------------- | ---- |
| イギリス (OCC)      | 4    |

| チャート（1970年代） | 順位 |
| -------------------- | ---- |
| 日本 (オリコン)      | 22   |

## 認定
| 国/地域                                                       | 認定         | 認定/売上数 |
| ------------------------------------------------------------- | ------------ | ----------- |
| アルゼンチン (CAPIF)                                          | Diamond      | 500,000^    |
| オーストラリア (ARIA)                                         | 3× Platinum  | 210,000^    |
| カナダ (Music Canada)                                         | Diamond      | 1,000,000^  |
| デンマーク (IFPI Danmark)                                     | 3× Platinum  | 60,000      |
| フランス (SNEP)                                               | Gold         | 732,000     |
| ドイツ (BVMI)                                                 | Platinum     | 500,000^    |
| イタリア (FIMI) 2009年以降の売上                              | Platinum     | 50,000      |
| Japan                                                         |              | 655,000     |
| ニュージーランド (RMNZ)                                       | 5× Platinum  | 75,000^     |
| イギリス (BPI) 2009年以降の売上                               | 3× Platinum  | 900,000     |
| アメリカ合衆国 (RIAA)                                         | 12× Platinum | 12,000,000^ |
| 概要                                                          |              |             |
| Worldwide 2019年再発盤                                        |              | 800,000     |
| Worldwide 2014年時点での全世界での販売実績                    |              | 31,000,000  |
| ^ 認定のみに基づく出荷枚数 · 認定のみに基づく売上数と再生回数 |              |             |

 英国レコード産業協会による認定は、1994年以降の売上によるもの。

## 各国での販売形態
| 国                | 発売日         | レーベル                                     | 販売形態                  | カタログ番号                                                                                      |
| ----------------- | -------------- | -------------------------------------------- | ------------------------- | ------------------------------------------------------------------------------------------------- |
| イギリス          | 1969年9月26日  | Apple Records/EMI                            | LP                        | PCS 7088                                                                                          |
| アメリカ          | 1969年10月1日  | Apple, Capitol Records                       | LP                        | SO-383                                                                                            |
| 日本              | 1969年10月21日 | 東芝音楽工業(現:UNIVERSAL MUSIC JAPAN)/Apple | LP                        | AP-8815                                                                                           |
| Worldwide reissue | 1987年10月10日 | Apple, Parlophone, EMI                       | CD                        | CDP 7 46446 2                                                                                     |
| 日本              | 1987年10月19日 | EMI/ODEON RECORDS/Apple/東芝EMI              | CD                        | CP32-5332                                                                                         |
| 日本              | 2004年1月21日  | Parlophone/Apple/東芝EMI                     | Remastered LP             | TOJP-60142                                                                                        |
| 日本              | 2014年12月17日 | UNIVERSAL MUSIC JAPAN                        | CD (2009年リマスター音源) | UICY-76978 英国E式ジャケットを復刻した紙ジャケット仕様 日本初発売時のアップル帯も復刻されている。 |

- ちなみに日本で1983年5月21日にCDが発売されたが（CP35-3016）、東芝EMIが独自に企画したものだったため英国EMIから苦情を申し立てられ、約1年後に販売中止になった。このCDが世界初のビートルズのCDである。

## 関連文献
- 『バンドスコア ビートルズ / アビイロード』（シンコーミュージック、2004年3月17日）ISBN 978-4401362035